# Qualità (economia)
La qualità, nell'ambito dell'economia, dell'ingegneria e della produzione, indica una misura delle caratteristiche o delle proprietà di una entità (una persona, un prodotto, un processo, un progetto) in confronto a quanto ci si attende da tale entità, per un determinato impiego.
Nell'accezione più usata del termine, ci si riferisce alla qualità di un bene, materiale o immateriale, che viene prodotto per un determinato utilizzo. L'uso che si intende fare del bene in oggetto è importante, poiché la valutazione della qualità varia a seconda dell'utilizzo. Per esempio, una persona può essere un ottimo scrittore, ma avere una valutazione molto bassa come atleta. Allo stesso modo, un gruppo di dati può avere un'alta qualità quando usati come informazione generica, divulgativa, ma una bassa qualità per un utilizzo di alta precisione.
Il concetto di qualità è applicabile in quasi tutti i campi dello scibile, ogni volta che un oggetto, una persona o altro, viene confrontato con le performance attese.

## Evoluzione del concetto di qualità
Come esposto sopra, nella gestione della qualità, la qualità rappresenta il grado di soddisfacimento di requisiti specificati (di un prodotto o di un servizio). Come i requisiti sono determinati dal mercato (consumatori, clienti, utenti) così la misura del grado di soddisfacimento è misurato dalla soddisfazione del cliente, chiudendo così il cosiddetto il circolo della qualità. Occorre però non confondere tra qualità e prestazione (nel senso di una scala verso l'eccellenza): prodotti e servizi che hanno grande mercato e i cui requisiti sono "poco prestazionali" sono comunque prodotti di alta qualità proprio perché soddisfano (in grande quantità) le aspettative ed esigenze richieste. La prestazione elevata (non la qualità) ha spesso il prezzo (alto) come caratteristica ricorrente. D'altra parte un prodotto o servizio che risponde alle attese/bisogni o è conforme ai requisiti specificati, ma (nella scala dell'eccellenza) è di basso livello di prestazione, è comunque "di qualità". Pertanto, prodotto o servizio "di qualità" è una dizione o impropria (perché si confonde con livello prestazionale) o relativa (andrebbero specificati quali sono i requisiti soddisfatti). Bisogna anche considerare che, mentre taluni prodotti/servizi sono facilmente misurabili in termini oggettivi (es. una barra di acciaio), altri presuppongo un significativo tasso di percezione soggettiva da parte del cliente (o consumatore/utilizzatore) (es. un risotto): in questi casi, il concetto di "qualità" è ancor più relativo e meno assoluto.
Nonostante i presupposti teorici e culturali che hanno contribuito all'attuale accezione di qualità, possono farsi risalire alla rivoluzione industriale gli strumenti in grado di aumentare l'efficienza del sistema qualità, assumendo un'importanza crescente in tutti i settori solo a partire dal secondo dopoguerra.
Il rilevante compito di diffusione della cultura della qualità è stato assolto dall'Organizzazione Internazionale per le Standardizzazioni ISO che, già dal 1987, aveva adottato in tema di certificazione di un sistema di qualità, le norme conosciute con il nome ISO 29000, aggiornate nel 1994 con il nome ISO 9000, fino alle versioni del 2000, 2008, 2005 e 2015. In ogni versione i requisiti delle norme sono stati modificati, più o meno sostanzialmente.
L'ISO 29000:1987 offriva alle aziende soluzioni preconfezionate ritenute fondamentali per incrementare l'efficienza del proprio sistema qualità. L'utilizzo delle prescrizioni in essa contenute rappresentava per l'azienda un'occasione per analizzare alcuni aspetti della propria organizzazione. L'ISO 29000 del 1987 proponeva una visione che mirava all'assicurazione della qualità attraverso la prevenzione della non conformità.
Nella versione successiva, ISO 9000:1994, il sistema di gestione per la qualità risultava significativamente cambiato rispetto al precedente assumendo, come riferimento centrale, la figura del cliente. Questa figura assume però un'accezione più ampia. Il termine cliente indica non solo chi usufruirà del prodotto finale, il riferimento è esteso a tutti i soggetti coinvolti più o meno direttamente nel processo realizzativo, ossia coloro che nel sistema di lavorazioni o nelle procedure di un'organizzazione, trovandosi nelle varie fasi a valle del processo, può essere considerato "cliente interno" della fase appena superata.
Nelle ultime versioni, ISO 9000:2000 e ISO 9000:2005 a cui corrispondono le ISO 9001:2000 e ISO 9001:2008, l'attenzione della norma si è infine spostata sull'efficacia e sul miglioramento continuo dei processi aziendali.
Si è passati da un approccio basato sull'ispezione e sul controllo finale del prodotto, ad un approccio gestionale integrato in cui il coinvolgimento di tutto il personale, la pianificazione, la documentazione dell'attività e l'atteggiamento volto al miglioramento continuo, diventano i cardini del nuovo modello di gestione. La qualità diventa una vera e propria strategia competitiva parte della missione aziendale, e quindi il fine di un processo produttivo e progettuale.
In Italia, il concetto di qualità come miglioramento di processo (in particolare di creazione del valore aziendale) è oggetto di studio nel corso di Ingegneria Gestionale che corrisponde a quella che nel resto del mondo viene definita come "Industrial Engineering".
In breve la qualità si può suddividere in fasi, partendo dagli anni '20 del 1900:
- anni '20-'30: ispezione prodotti finiti
- anni '30-'40: controllo di produzione
- anni '40-'50: controllo statistico della qualità
- anni '50-'60: affidabilità
- anni '60-'70: assicurazione della qualità
- anni '70-'80: qualità totale
- anni '80-'90: campagne nazionali per la qualità

## Definizione di Qualità
Il concetto e la stessa definizione di qualità ha subìto grandi evoluzioni nel tempo. Valgono i seguenti riferimenti bibliografici:
- Joseph M. Juran, "Idoneità all'uso" è il padre della moderna gestione della qualità.
- Kuehn & Day 1962, "Nell'analisi finale del mercato, la qualità di un prodotto dipende da quanto bene corrisponde ai modelli delle preferenze del consumatore."
- Gilmore 1974, "La qualità è il grado con cui un prodotto specifico soddisfa i bisogni di uno specifico consumatore."
- Crosby 1979, "Qualità significa conformità a requisiti."
- Broh 1982, "La qualità è il grado di eccellenza ad un prezzo accettabile ed il controllo della variabilità ad un costo accettabile."
- Price 1985, "Fare le cose giuste la prima volta."
- Oakland 1989, "L'essenza dell'approccio alla qualità totale è identificare e soddisfare i requisiti dei clienti, sia interni che esterni."
- Newell & Dale 1991, "La qualità deve essere raggiunta in cinque aree fondamentali: persone, mezzi, metodi, materiali e ambiente per assicurare la soddisfazione dei bisogni del cliente."
- La norma UNI ISO 8402[2] del 1988 (Qualità – Terminologia) "La qualità è l’insieme delle proprietà e delle caratteristiche che conferiscono al prodotto la capacità di soddisfare esigenze espresse e/o implicite." La revisione UNI EN 28402 del 1992 ripropone sostanzialmente la medesima definizione aggiungendo "servizio" a "prodotto". La revisione UNI EN ISO 8402:1995 (Sistemi Qualità. Gestione per la Qualità ed assicurazione della Qualità - Termini e definizioni) conferma la medesima definizione di qualità: "La qualità è l'insieme delle proprietà e delle caratteristiche di un prodotto o di un servizio che conferiscono ad esso la capacità di soddisfare esigenze espresse o implicite”.
- La norma ISO 9000 del 2000 (Fondamenti e Terminologia) "Qualità: Capacità di un insieme di caratteristiche inerenti a un prodotto, sistema, o processo di ottemperare a requisiti di clienti e di altre parti interessate."
- La norma ISO 9000 del 2005 (Fondamenti e Terminologia) "Qualità: Grado con cui un insieme di caratteristiche intrinseche soddisfano i requisiti."
- Definizione generale: la qualità è l'insieme delle caratteristiche e delle proprietà di un prodotto, di un processo o di un servizio, le quali conferiscono ad esso la capacità di soddisfare le esigenze implicite o espresse del cliente. Oppure, in forma sintetica: rapporto tra requisiti soddisfatti e requisiti attesi".

## Qualità di un prodotto e/o di un servizio
La ISO 9000 nella versione 2000, ha avuto il merito di spostare l'attenzione della qualità dal prodotto/servizio all'insieme dei processi aziendali che contribuiscono alla sua realizzazione. Infatti solo da processi ben gestiti e tenuti sotto controllo nascono buoni prodotti e servizi.
Il concetto di qualità è un concetto generale, ma applicabile a tutte le realtà umane, ciò che cambia è il metro di misurazione, dipendendo esso da due soggetti: chi fornisce il prodotto e chi lo commissiona e/o lo utilizza.
Ecco quindi la necessità di individuare quali sono i soggetti e gli elementi base della qualità di un prodotto/servizio e dei processi relativi.
Per prodotti/servizi:
- Chi esprime i requisiti, le esigenze o i bisogni, di solito il Cliente, e chi li utilizza, di solito utente, paziente, cittadino, studente;
- Chi fornisce il prodotto, il servizio: impresa, istituzione, ente di diritto pubblico o privato;
- Il prodotto deve avere una qualità definita, ovvero essere stato progettato e realizzato in accordo a specifiche e standard definiti ed essere privo di non conformità o difetti.
- Fattori percepibili da parte del cliente, costituiscono lo strumento principale per valutare da parte del cliente, se quanto richiesto è stato ottenuto, come previsto ed in modo soddisfacente;

Per i processi relativi:
- Il processo aziendale deve essere misurabile mediante indicatori di prestazione chiave e indicatori della qualità oggettivi.
- Il monitoraggio nel tempo di tali indicatori è uno strumento fondamentale alla direzione per valutare la bontà ed i margini di miglioramento dei processi.
- Poiché i processi aziendali interni si interfacciano con altri processi esterni (del Cliente o dei fornitori), a livello progetto deve essere definita la loro interfaccia.

Per prodotti, servizi, progetti e processi:
- Qualità significa capacità di raggiungere gli obiettivi stabiliti (efficacia), utilizzando al meglio le risorse umane, di tempo ed economiche a disposizione (efficienza);
- Il documento che riassume le caratteristiche del prodotto/servizio è di solito il contratto, la specifica, la convenzione, la carta dei servizi, il piano della qualità. In tale documento devono essere specificati anche i relativi criteri di accettazione.

La differenza tra prodotto e processo può essere compresa meglio con un esempio: l'assistenza tecnica di un computer. Ogni intervento sarà diverso, in dipendenza del problema da risolvere (contratto). Una storia di 100 interventi di successo, è il migliore indicatore perché anche il 101° intervento possa riuscire. Tuttavia al cliente non importerà molto sapere se gli ultimi 100 interventi hanno avuto successo ma se il suo computer, dopo l'intervento, funzionerà. In caso di risultato negativo, il cliente percepirà una cattiva qualità del servizio ricevuto ed il fornitore capirà dove ha sbagliato e ne trarrà le conseguenze per migliorare la qualità del suo processo, quindi del servizio reso. L'approccio corretto alla qualità, non può che essere sistemico e non dovrebbe prescindere dal miglioramento continuo, del prodotto, del servizio e degli indicatori dei processi relativi.

### La catena della qualità
Dire che un prodotto ha un'alta qualità non vuole dire nulla perché, come detto prima, la qualità va definita nelle sue caratteristiche, prestazioni, idoneità all'uso e dai processi che ne sono a monte. È vero tuttavia che la qualità somiglia ad una catena con anelli di uniforme resistenza, ovvero né più grossi (maggiori costi), né più deboli (possibile rottura). Un'altra efficace descrizione della necessaria interazione tra prodotti e processi è quella fornita dal Ciclo di Deming (PDCA - Plan, Do, Check, Act).
Quindi, devono essere tenuti sotto stretta sorveglianza:
- l'acquisizione dei desideri dei clienti;
- la traduzione di tali desideri in caratteristiche che il produttore sa controllare;
- la progettazione o design del prodotto;
- il processo produttivo vero e proprio;
- il processo di promozione e vendita;
- il processo di assistenza post-vendita;
- il processo di analisi e miglioramento delle performance.

Non è indicato esplicitamente alcun punto di controllo, ma in realtà ogni processo deve essere monitorato per farlo lavorare al meglio, mentre l'insieme dei processi deve essere coordinato e controllato soprattutto alle interfacce input/output.

### Le richieste del cliente
Secondo lo schema della qualità alla sorgente, ogni caratteristica deve essere definita e messa sotto controllo il prima possibile lungo il processo che porta al cliente; è allora ovvio che, prima di incominciare a lavorare, bisogna elaborare una strategia organizzativa e definire gli obiettivi, basandosi sulle esigenze dell'utilizzatore finale. Deve essere il punto di partenza di ogni prodotto o servizio: le richieste del cliente, che uso intende fare del prodotto ed anche quali possono essere i desideri impliciti ed inespressi. Questo è uno dei passaggi più importanti e delicati per la gestione di un sistema basato sulla qualità: un errore in questo stadio è molto difficile da correggere a progettazione avviata ed è un disastro scoprire magari durante la vendita, che i presupposti erano errati.
Spesso l'interpretazione dei dati non è semplice: p.es. la richiesta di un "colore gradevole" o di un "servizio migliore" può prestarsi a soluzioni diverse. Il costruttore o il professionista dovrà elaborare i dati derivanti dalla conoscenza del cliente e del mercato circostante (stakeholders) rapportandoli alle proprie competenze tecniche per interpretare al meglio le evidenze.
Tra i punti da definire: ci sono anche l'uso esplicito per cui il prodotto sarà fornito ed anche il costo che l'utilizzatore è disposto a pagare: un prodotto altrimenti ottimo ma di costo troppo elevato non avrà certo il successo atteso.
Altro punto cruciale è il trasferimento in termini tecnologici di quanto ottenuto: usando le proprie conoscenze, il fornitore/produttore deve tradurre le richieste del Committente nel proprio processo o nei diversi processi coinvolti. Questa fase può richiedere specifiche, schemi di flusso, procedure/istruzioni che rendano idoneo il prodotto o servizio, ai requisiti del Committente.

## La progettazione
Deve avvenire avendo sempre presente l'obiettivo finale descritto nella fase precedente: uno dei presupposti più importanti è perciò la condivisione di tali obiettivi tra tutti i progettisti delle diverse discipline ingegneristiche. Inoltre, devono essere previsti punti di riesame (review) per confrontare le caratteristiche cercate con quelle ottenute, effettuando, se necessario, le dovute correzioni.
La verifica dello stato del progetto avviene attraverso il riesame della progettazione, fase a cui partecipano tutti i progettisti.
L'evoluzione del concetto di qualità ha migliorato questo approccio alla progettazione considerando anche il miglioramento continuo del processo di progettazione ed i relativi indicatori di prestazione chiave (KPI).

### Misura della qualità
Per essere utile, al pari di ogni grandezza, la qualità relativa ad un prodotto, processo, servizio, persona, deve poter essere misurata. Effettivamente, ciò avviene, anche se la valutazione della qualità è un processo difficile, poiché si basa sulla buona conoscenza delle caratteristiche tecniche.
La misura della qualità consiste nel valutare quanto un prodotto è lontano da quello ideale: per farlo occorre quindi considerare le caratteristiche richieste dal cliente e costruire un metodo che permetta di misurarle.
Spesso un determinato prodotto presenta peculiarità tali da rendere altamente improbabile l'individuazione di parametri assoluti e quindi oggettivi che lo qualificano, come ad esempio la qualificazione di un manufatto edilizio.
In alcuni casi in cui la qualità non è valutabile direttamente, potrà essere stabilita a priori una metrica ripetibile di riferimento, talvolta basata su misure soggettive. In altri casi, la valutazione della qualità è semplice ed è basata su metodi ben definiti (tra i mezzi utili per la misura della qualità di un processo produttivo, ci sono i metodi statistici).

## Statistica nella qualità
Spesso si confonde l'uso della statistica con il "fare qualità"; il fatto è che la statistica è solamente un mezzo per sottoporre a verifica la qualità in alcune fasi del processo: procedimenti statistici differenti sono indispensabili p.es. per controllare una catena produttiva o per misurare la soddisfazione del cliente. Però questi mezzi restano fini a sé stessi se non vengono inseriti in un ambiente di gestione della qualità completo.
Per esempio, un tipo di carta di controllo avvisa quando un processo sta per cominciare a produrre pezzi difettosi; sta però al sistema di qualità registrare l'evento, descrivere la procedura che deve essere attuata per riportare il processo nelle condizioni ottimali, registrare gli effetti dell'azione correttiva, analizzare le cause del problema, effettuare un'azione preventiva per evitare il ripetersi della produzione di pezzi difettosi.
In altre parole, la statistica è un mezzo sofisticato per mantenere, verificare ed eventualmente migliorare la qualità, ma è solo uno tra gli altri, altrettanto sofisticati.
Ciò premesso, la statistica mette a disposizione procedure di importanza strategica per testare la qualità finale: a partire dalla progettazione degli esperimenti, alle onnipresenti carte di controllo, passando per le correlazioni e regressioni tra variabili e per le misure di eventi dipendenti da una popolazione e molto altro. Come anche indicato nelle normative internazionali, è difficile che una gestione corretta della qualità possa esistere senza l'aiuto della statistica, soprattutto in alcune fasi.

## Coinvolgimento nella qualità
La suddivisione di responsabilità fra i sotto-processi continua fino al livello individuale. Ogni persona deve sentirsi coinvolta, come parte integrante della gestione della qualità; questo può essere fatto assicurandosi di conoscere i propri compiti e obiettivi, mettendo a punto procedure per controllare il livello di quanto prodotto, chiedendo informazioni quando necessario.
Dato che l'individuo diventa importante per la qualità, deve essere trattato mediante i dettami della stessa qualità; le risorse umane di un produttore diventano anch'esse un processo che contribuisce alla qualità finale. In questo modo, la copertura di qualità è, appunto, totale.

## Metodi
I metodi per gestire la qualità sono molti ed in un approccio sistemico della qualità si applicano tutti. Essi vanno tuttavia differenziati perché differenti sono gli enti aziendali coinvolti e le conoscenze necessarie:
- Gestione della qualità: Rappresentante della Direzione
- Controlli della qualità: Unità operative
- Miglioramento continuo: Direzione Aziendale

I metodi sono citati tra le voci correlate.